# Alexander Khasinau
Alexander khasinau este un personaj din serialul Alias, jucat de Derrick O'Connor.
Alexander Khasinau ocupă locul doi în comanda organizației criminale condusă de o persoană misterioasă cunoscută ca și "Omul". Julian Sark, care conduce câteva misiuni în numele acestei organizații, îi spune lui Khasinau, că SD-6 crede că Khasinau este "Omul". Khasinau deține un club de noapte în Paris, care era acoperirea pentru activitățile sale criminale.
Sloane îi spune lui Sydney că după dispariția mamei lui Sydney, Irina Derevko, Sloane a investigat activitățile acesteia. Sloane a aflat că Khasinau a fost superiorul Irinei la KGB. Într-un alt episod, o casetă video cu Irina arată că Khasinau a recrutat-o.
Khasinau, prin spionul din cadrul CIA, agentul FBI Steven Haladki, află că Sydney Bristow este un agent dublu pentru CIA. He folosește de această informație pentru crea un plan de a o expune pe Sydney la SD-6, oferindu-i informații prietenului lui Sydney, Will Tippin, care era reporter. Când Tippin, la cererea lui Jack Bristow, menționează despre "Circumferință", Khasinau îi cere lui Tippin să vină la Paris, unde îl interoghează folosind pentotal de sodiu. Tippin este salvat de Sydney, care se afla în Paris cu Marcus Dixon pentru a fura un document al lui Rambaldi din biroul lui Khasinau.
Khasinau aranjează ca Tippin să fie răpit de Sark dintr-un adăpost al CIA și transportat la Taipei, unde va fi torturat de un dentist pentru informații despre "Circumferință". Tippin nu știa nimic în afară de nume. Circumferința era descrisă pe documentul lui Rambaldi pe care SD-6 la obținut din biroul lui Khasinau. Jack îi oferă lui Sark "Circumferința" în schimbul eliberării lui Will.
La sfârșitul sezonului întâi, Khasinau îi spune lui Sydney că nu el este "Omul", ci mama lui Sydney, Irina. Khasinau este ucis de Irina la începutul sezonului al doilea, pe parcursul unei misiuni de a obține "Biblia", o carte care conținea informații despre operațiunile organizației Irinei.
Khasinau este omorât de Irina la începutul sezonului 2 în timpul unei misiuni de a recupera "Biblia," o carte care conținea protocolul organizației criminale condusă de Irina.